# 江川留吉
江川 留吉（えがわ とめきち、生没年不詳）は江戸時代の浮世絵版画の彫師。

## 略歴
江川八左衛門の系統を引く。五常亭と号す。歌川国貞の合巻、葛飾北斎の絵本、挿絵本類の彫師として著名であった。
門人に江川仙太郎がいる。

## 作品
- 歌川国貞 『浮世形六枚屏風』 合巻 柳亭種彦作 文政4年
- 歌川国貞 『新うつぼ物語』 合巻 柳亭種彦作 文政6年
- 葛飾北斎 『今様櫛きせる（竹冠＋木偏＋金）雛形（ひいながた）』 絵手本 文政6年
- 葛飾北斎 『富嶽百景』 天保5年‐天保6年
- 葛飾北斎 『絵本武蔵鐙』 絵本 天保7年